# Utemeljeni sum (film)
Utemeljeni sum (izvirni naslov Just Cause) je filmska drama iz leta 1995, ki jo je režiral Arne Glimcher. Glavni vlogi v filmu sta odigrala Sean Connery in Laurence Fishburne. Film je povzet po istoimenskem romanu Johna Katzenbacha. 

## Vsebina
Paul Armstrong (igra ga Sean Connery) je ameriški liberalni profesor prava na univerzi Columbia, ki hodi naokoli in predava proti smrtni kazni. Na enem od takih predavanj k njemu pristopi starejša ženska, ki mu preda pismo od njenega temnopoltega sina, ki naj bi nedolžen čakal na smrtno kazen, na katero je bil obsojen zaradi umora in posilstva majhne deklice Joanie Shriver. Armstrong prebere pismo in sprva ne želi sprejeti primera Bobbyja Earla Fergusona (igra ga Blair Underwood), kasneje pa se omehča in privoli v sodelovanje. Ferguson je inteligenten mladenič, ki je nekoč obiskoval univerzo Cornell, kar je bilo za mladeniča iz tako majhnega mesta, kot je Ochopee, zelo nenavadno. Ferguson Armstrongu med obiskom v ječi pove, da ga je na policijski postaji mučil rasistični policist Tanny Brown (igra ga Laurence Fishburne), ki mu je porinil pištolo v usta in tako iz njega zvabil priznanje, kar je bil tudi glavni razlog za to, da so ga na sodišču obsodili na smrtno kazen. 
Armstrong razišče primer in obišče mesto Ochopee. Tam se pogovori z mrliško oglednico, detektivom Wilcoxom (igra ga Christopher Murray) in odvetnikom, ki je na sodišču branil Bobbyja Earla. Od vseh Armstrong posredno izve, da so Bobbyja Earla obsodili brez enega samega dokaza ter da so bili vsi že od začetka prepričano v njegovo krivdo. Ko Armstrong znova obišče Bobbyja Earla v zaporu, mu ta pove, da mu je eden od sojetnikov povedal, da je on ubil to deklico. Temu sojetniku je ime Blair Sullivan (igra ga Ed Harris), ki v pogovoru z Armstrongom tudi izda kraj, kjer je odvrgel morilsko orožje. Armstrong tako obišče šerifa Tannyja Browna, ki je mučil Bobbyja Earla in iz njega izsilil priznanje. Brown mu razkaže prizorišče zločina, ob raziskovanju bližnjega močvirja pa s pomočjo Sullivanovega namiga tudi najdeta morilno orožje. Armstrong ob obisku Brownovega doma odkrije tudi, da je bila mlada deklica najboljša prijateljica Brownove hčerke in da je pogosto večerjala pri Brownovih. Armstrong je ogorčen zavoljo te nezakonitosti (preiskovalci vsakega primera naj bi bili nevtralni) in se odloči primer znova odpreti. 
Pred ponovnim sojenjem pa gledalec izve še to, da je Bobby Earl izgubil štipendijo na sojenju, ki ga je vodila Laurie Prentiss Armstrong (igra jo Kate Capshaw), zdajšnja Armstrongova žena. Armstrong se z ženo pogovori in izve, da je naredila veliko napako in da sedaj želi, da bi se on v njenem imenu oddolžil Bobbyju Earlu. Armstrong tudi ugotovi, da je zavoljo ženine napake Bobby Earl noč preživel na policijski postaji, kjer so ga pretepli tako hudo, da je končal v bolnišnici. Kakor koli, Armstrong ponovno odpre primer in na sojenju Bobbyja Earla spoznajo za nedolžnega in spustijo na prostost. 
Armstrong nato odide na privatno zabavo, sredi katere prejme klic od Sullivana, ki mu iz zapora pove, da želi, da Armstrong obišče njegove starše. Armstrong ga vpraša, kaj bo dobil v zameno, Sullivan pa mu odvrne, da mu bo razkril, kako sta onadva to odigrala. Armstronga zanima, koga Sullivan misli z onadva, zato odide na naslov, ki mu ga je dal Sullivan. Tam odkrije zapuščeno hišo in sredi ene od temačnih sob najde Sullivanova starša, brutalno umorjena. Armstrong nato oddirja v zapor, kjer mu Sullivan izda, da je sodeloval z Bobbyjem Earlom in da ni ubil tiste deklice, ampak da jo je ubil Bobby Earl, ki mu je tudi postregel z vsemi podrobnostmi. Tako se je lahko Sullivan prepričljivo pretvarjal, da je umoril deklico, s tem pa je Bobbyju Earlu omogočil, da se vrne na prostost, kjer naj bi imel nedokončane posle z Armstrongovo ženo.
Armstrong je šokiran in naglo odide po svojo ženo in hčerko v hotel ter pokliče šerifa Browna in njegovega pomočnika Wilcoxa na pomoč. V hotelu pa Armstronga ne pričaka lepa situacija, saj ugotovi, da mu je Bobby Earl ugrabil ženo in hčerko. Na srečo pa Armstrong v zadnjem trenutku opazi ženin avto, tako da s šerifom Brownom začneta slediti Bobbyju Earlu, ki je avtu Armstrongove žene vzel za talki njegovo ženo in hčerko. Bobby Earl avto odpelje v močvirje, v katerega z manjšo zamudo prispeta tudi Armstrong in Brown, ki se ločita in vsak s po eno pištolo začneta prečesavati močvirje. Browna sredi močvirja zaloti Bobby Earl in ga rani, medtem ko uspe Armstrong priti do neke kolibe sredi močvirja. V njej najde ženo in hčerko, obe privezani, in ju odveže. Ko se v kolibo vrne Bobby Earl, najprej onesposobi Armstronga in že hoče odpeljati eno od talk na samo, da bi jo ubil in z njo nahranil aligatorje. Pri tem Bobbyja Earla preseneti šerif Brown, ki ga napade od zadaj, vendar ga ne uspe onesposobiti, kar pa uspe Armstrongu, ki Bobbyja Earla večkrat zabode v trebuh. Truplo Bobbyja Earla pograbi aligator, Armstrong pa se z ranjenim šerifom Brownom vrne v kolibo, v kateri sta bili Armstrongova žena in hčerka. Tik pred smrtjo Bobby Earl tudi izda, da so ga zaradi napake Armstrongove žene odpeljali na policijsko postajo, na kateri so ga pretepli in kastrirali, kar se izkaže za glavni motiv za njegova zločinska dejanja. 

## Razlike med filmom in knjigo
Filmski scenarij se praktično v vseh podrobnostih naslanja na Katzenbachov roman, kljub temu pa obstaja nekaj vsebinskih razlik. Ena najpomembnejših je ta, da v romanu Bobby Earl ni ubil Sullivanovih staršev, pač pa to Sullivan uporabi kot zavajajočo sled, s katero Armstronga oddalji od njegove žene in hčerke. V filmu so ravno tako izpustili eno od stranskih vlog, detektivko za umore Andreo Schaeffer, ki pomaga pri preiskavi. V romanu ima glavni junak tudi drugačno ime, saj se imenuje Matt Cowart in po poklicu ni univerzitetni profesor, pač pa raziskovalni novinar. 

## Igralska zasedba
- Sean Connery – Paul Armstrong
- Laurence Fishburne – šerif Tanny Brown
- Kate Capshaw – Laurie Prentiss Armstrong
- Blair Underwood – Bobby Earl Ferguson
- Ed Harris – Blair Sullivan
- Christopher Murray – detektiv T. J. Wilcox
- Ruby Dee – Evangeline
- Scarlett Johansson – Katie Armstrong
- Daniel J. Travanti – upravnik ječe
- Ned Beatty – McNair
- Kevin McCarthy – Phil Prentiss